# Mary Carson Breckinridge
Mary Carson Breckinridge (17 de febrero de 1881 - 16 de mayo de 1965) fue una enfermera partera estadounidense y fundadora del Frontier Nursing Service (FNS), este servicio de enfermería de la frontera dio atención médica familiar integral a los habitantes de las montañas de las zonas rurales de Kentucky, prestó servicios a áreas remotas y empobrecidas fuera del sistema de carreteras y ferrocarriles, pero accesibles a caballo. Breckinridge profesionalizó a las enfermeras parteras estadounidenses para que practicaran de manera autónoma en hogares y clínicas descentralizadas. Aunque el trabajo de Breckinridge demostró su eficacia al reducir drásticamente la mortalidad infantil y materna en los Apalaches, a un costo comparativamente bajo, su modelo de enfermera partera nunca echó raíces en los Estados Unidos.

## Primera infancia y familia
Mary Breckinridge nació el 17 de febrero de 1881 en Memphis, Tennessee, la segunda de cuatro hijos, en la rica familia sureña de Katherine Carson y Clifton Rhodes Breckinridge. Como nieta del vicepresidente John C. Breckinridge, quien sirvió bajo el presidente James Buchanan, e hija de un congresista de Arkansas y ministro de EE. UU. en Rusia, Mary Breckinridge creció en muchos lugares que incluían fincas en Misisipi, Kentucky y Nueva York; sedes de gobierno en Washington D. C. y San Petersburgo, Rusia; y escuelas en Lausana, Suiza, y Stamford, Connecticut. Estas conexiones políticas y familiares que proporcionaron experiencias de viajes internacionales, práctica de hablar en público y acceso a benefactores influyentes y ricos dispuestos a apoyar causas filantrópicas le permitirían recaudar fondos privados que servirían a los residentes empobrecidos del condado de Leslie, Kentucky.
Aunque Breckinridge nació en una familia prominente con medios económicos, no estaba satisfecha de que su hermano mayor recibiera una educación de mayor calidad en escuelas privadas mientras que ella y su hermana recibían instrucción en casa de institutrices o de su propia madre. Aunque no experimentó la calidad de educación de su hermano mayor, fue educada por tutores privados en Washington D. C., Suiza y en San Petersburgo, Rusia.
Sus experiencias durante su infancia prepararon  a Breckinridge para una carrera comprometida con la salud pública centrada en la familia y con un modelo de partería de atención continua con nutrición materna e infantil, inmunizaciones, atención prenatal, apoyo al parto y atención posterior como controles natales. 
En 1894, Breckinridge y su familia se mudaron a Rusia cuando el presidente Grover Cleveland nombró a su padre ministro de los Estados Unidos en ese país. Regresaron a los Estados Unidos en 1897. Su autobiografía enfatiza la historia del nacimiento de su hermano menor en la Legación Estadounidense en San Petersburgo, Rusia, como su primer encuentro con una partera capacitada que demostraría ser formativa en su visión del Servicio de Enfermería Fronterizo. Ella tenía 14 años en ese momento. Su madre fue atendida por dos médicos, un médico de familia y un obstetra, así como una enfermera partera rusa, Madame Kouchnova, quien tomó la iniciativa mientras los médicos estaban de pie. Su madre y la joven emperatriz rusa Alejandra de Rusia, madre de la gran duquesa Olga, optaron por amamantar a sus hijos, en una época en que las mujeres de rango solían depender de nodrizas. Breckinridge, nacida en Memphis, Tennessee, durante la era de la Reconstrucción, fue alimentada por una nodriza y con leche de cabra como complemento. Su nodriza era una mujer de color con un hijo propio. Su madre había sufrido fiebre puerperal después del parto, por lo que no amamantó a su hija. Hasta los 13 años, vivió en Washington D. C. durante el invierno y pasó la mayoría de los meses de verano en Hazelwood, una casa de campo en Nueva York, con su tía abuela, la Sra. James Lee. La "abuela Lees", como la llamaban todos los primos, nació en Kentucky y gastó gran parte de su fortuna en educar a los niños del sur, con especial atención a los niños de Kentucky. Breckinridge recordó a su abuela leyendo cartas de los niños en voz alta. Por lo tanto, le pareció apropiado invertir más tarde su herencia de la abuela Lees en el Servicio de Enfermería de la Frontera. También visitó la plantación Oasis en el delta del Misisipi, hogar de sus tíos maternos. Fue allí donde aprendió a montar a caballo a una edad temprana, una habilidad necesaria y un modo característico de viajar entre las enfermeras-parteras del Servicio de Enfermería de la Frontera.

## Matrimonio e hijos
Breckinridge ingresó a un mundo donde los roles principales de las mujeres eran esposa y madre, su madre desaprobaba que su prima Sophonisba Breckinridge fuera a Wellesley College y comenzara una carrera porque significaba que probablemente no regresaría a casa para vivir. Ella ayudó a asegurar que su hija siguiera un camino más tradicional.
En 1904, a la edad de 23 años, Breckinridge se casó con Henry Ruffner Morrison, un abogado de Hot Springs, Arkansas. Murió en 1906 por complicaciones de una apendicitis. No tuvo hijos en su primer matrimonio.
En 1912 se casó con Richard Ryan Thompson, presidente de Crescent College and Conservatory en Eureka Springs, Arkansas. Antes de tener hijos, Breckinridge impartía clases de francés e higiene en el Conservatorio.
La pareja tuvo dos hijos. Su hija Polly nació prematuramente en 1916 y vivió solo unas pocas horas. Su hijo, Clifford Breckinridge ("Breckie") Thompson, nacido en 1914, murió solo dos años después de la muerte de su hija. Tras la muerte de un esposo y dos hijos, Breckinridge se comprometió a crear condiciones propicias para la salud y el bienestar de los niños y las familias.
Breckinridge dejó su infeliz matrimonio con su segundo marido en 1918 y reanudó el uso de su apellido de soltera una vez que el divorcio fue definitivo en 1920.

## Educación
Breckinridge fue educada como institutriz y tutora durante sus años de primaria y fue enviada al internado de Rosemont-Dezaley en Lausana (1896-1897) para recibir educación secundaria. El francés era el idioma de la escuela y el plan de estudios se centraba en leer y escribir sobre historia y literatura. La experiencia de inmersión en francés y los años en los Alpes suizos prepararon a Breckinridge para administrar un programa de enfermería en Francia después de la Primera Guerra Mundial e inculcar un amor por las montañas que incluían las Tierras Altas de Escocia, los Ozarks y la Cordillera de los Apalaches. Terminó su educación secundaria en Miss Low's School en Stamford, CT, donde tuvo que encajar con los estudiantes estadounidenses y donde luchó con el latín y las matemáticas para las que no tenía preparación previa. Las frecuentes mudanzas y cambios de escenarios y expectativas educativas la predispondrían a un trabajo que requería adaptaciones significativas. Después de la muerte de su primer marido, Breckinridge siguió una educación superior en el Hospital de Enfermería St. Luke's en Nueva York durante tres años y se graduó en 1910, convirtiéndose en enfermera registrada, antes de reunirse con su familia en Ft. Smith, Arkansas. Después de la muerte de sus dos hijos y la disolución de su segundo matrimonio, trabajó en los barrios marginales de Washington D. C., supervisando enfermeras durante la epidemia de influenza de 1918. Antes de partir hacia Europa, Breckinridge completó un curso breve e intensivo en trabajo de bienestar infantil en la Asociación de Enfermería del Distrito Instructivo de Boston, trabajando en los barrios marginales y viviendas de Boston. 

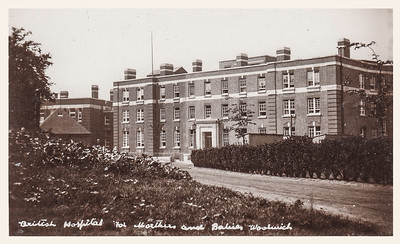
Postal antigua del Hospital Británico para Madres y Bebés

Tres años con el Comité Estadounidense para la Francia Devastada ayudaron a Breckinridge a imaginar un plan para la salud pública en las zonas rurales de Kentucky con enfermeras parteras situadas en el centro del sistema:
- Seleccionó cursos avanzados en enfermería de salud pública en Teachers College, Universidad de Columbia para llenar los déficits (por ejemplo, estadística, psicología infantil, higiene mental, biología).
- Pasó el verano de 1923 montando a caballo más de 650 millas a través de las colinas de Kentucky para realizar una encuesta de verano de parteras en la región, que tenían un promedio de 60 años de edad. Aunque descubrió algo de competencia, también encontró inmundicia y un nivel de cuidado medieval.
- Dado que en ese momento no se ofrecía ningún curso de obstetricia en los Estados Unidos, regresó a Inglaterra en el otoño de 1923 para recibir la capacitación que necesitaba en el Hospital Británico para Madres y Bebés. Después de completar un curso intensivo de cuatro meses en partería, fue certificada por la Junta Central de Parteras.
- Después de obtener su certificado de obstetricia, Breckinridge viajó a las Hébridas, Escocia, en 1924 para observar modelos de servicios de salud en áreas rurales remotas.[8] Ella programó un recorrido completo por el sistema de salud pública de Escocia. El Servicio Médico y de Enfermería de Highlands and Islands se convertiría en el modelo sobre el cual construyó el Servicio de Enfermería Fronterizo.
- Finalmente, regresó a Londres a la Post Certificate School como estudiante de posgrado en obstetricia para complementar su curso de certificación de cuatro meses. El Queen's Institute of District Nursing tenía una tasa de mortalidad materna inferior al 2%.

Breckinridge podría regresar a Kentucky con la educación formal, la experiencia práctica y las conexiones administrativas para crear el Servicio de Enfermería Fronterizo.

## Modelos europeos para un servicio de enfermería a domicilio

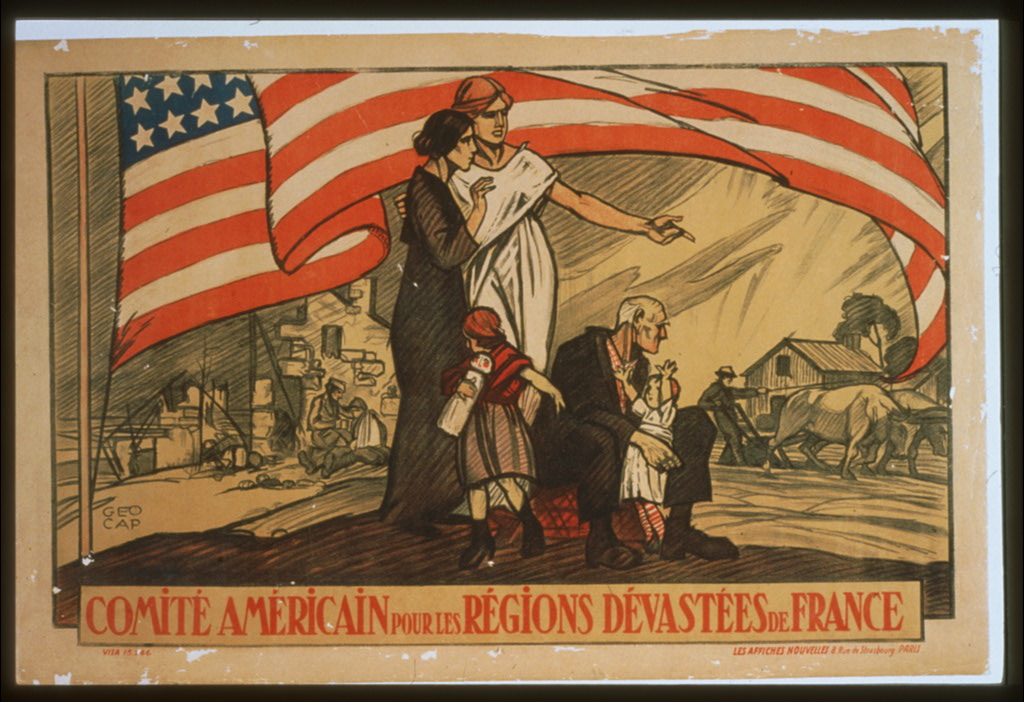
Litografía para el Comité Americano para las Regiones Devastadas de Francia

Mientras esperaba el despliegue en el norte de Francia al final de la Primera Guerra Mundial, Breckinridge aceptó un contrato con Children's Bureau (Departamento de Bienestar Infantil del Consejo de Defensa Nacional). Informó sobre el bienestar infantil en varios estados y pronunció discursos para abogar por los niños. 
Después del Armisticio, se ofreció como voluntaria para el Comité Estadounidense para la Francia Devastada, donde su grupo brindó ayuda directa para restaurar las cadenas de suministro de alimentos, semillas y medicamentos. Se centró en niños menores de 6 años y madres embarazadas y lactantes, atendiendo a pacientes con neumonía, impétigo, eczema, escarlatina y difteria. Atendió a niños desnutridos con retrasos en el desarrollo, familias que habían estado bajo frecuentes ataques durante la guerra y familias evacuadas en proceso de reunificación. Breckinridge escribió muchas cartas a su madre durante su estadía. En uno mencionó cuánto se beneficiarían las familias con la leche de cabra. Su madre ayudó a organizar a los donantes y a establecer un fondo de cabras. Breckinridge escribió para agradecer a todos los donantes, compartir una historia del niño al que habían ayudado y solicitar fondos adicionales para las raíces de remolacha para alimentar a las cabras. El círculo de donantes de cabras se amplió y continuó enviando fondos.
Además del socorro directo, el Comité Estadounidense para la Francia Devastada comenzó a reconstruir un sistema de salud pública en los años posteriores a la guerra. Breckinridge desempeñó un papel central como administradora y comenzó su trabajo estudiando el sistema vigente antes de la guerra como método para imaginar qué sistema funcionaría mejor. Había un sistema con estaciones de leche y médicos que atendían a los pacientes en un ayuntamiento. Sobre esa base, desarrolló el Servicio de Higiene Infantil y Enfermeras Visitantes que enviaría enfermeras parteras por el campo y avanzó para convertirse en un servicio completamente generalizado, que atiende a todas las edades. El Comité Estadounidense para la Francia Devastada amplió su trabajo desde Aisne hasta Reims después de la partida de la unidad británica. Durante este tiempo, imaginó el servicio como un proyecto de demostración, por lo que mantuvo registros y datos detallados para formar la base de sus planes organizacionales. Reconoció que la estructura organizativa de los puestos avanzados descentralizados en Francia podría imitarse en otras áreas rurales. Ella implementaría estas ideas en su trabajo posterior con el Servicio de Enfermería Fronterizo.
Breckinridge sabía que, para realizar plenamente un servicio de enfermeras a domicilio, se necesitarían enfermeras parteras capacitadas como las de Inglaterra. Con una licencia de Francia, recorrió las instalaciones de Londres junto con enfermeras parteras profesionales. Observó que Estados Unidos tenía enfermeras capacitadas pero descuidaba la partería; que Francia formó parteras pero pasó por alto la formación de enfermeras; y que Inglaterra entrenó enfermeras parteras que servirían mejor a las necesidades de las comunidades rurales en Francia y Estados Unidos. Breckinridge recibió la tarea antes de su partida de Francia de idear un plan para establecer una escuela de enfermería para que el trabajo del servicio de enfermeras visitantes pudiera continuar. Aunque su plan de establecer un hospital de enseñanza en francés para enfermeras nunca se realizó, obtuvo conocimientos del proceso que la ayudarían en sus esfuerzos por crear el Servicio de Enfermería Fronterizo una vez que regresara a los Estados Unidos. Regresó a casa en el otoño de 1921 y pudo visitar a su madre, quien murió un mes después, el 2 de noviembre de 1921.

## Modelo de partería de salud pública
Mientras estuvo en Europa, Breckinridge conoció a enfermeras parteras francesas, inglesas y escocesas y se dio cuenta de que las personas con una capacitación similar podían satisfacer las necesidades de atención médica de las madres y los bebés de las zonas rurales de Estados Unidos. Finalmente, encontró su modelo para FNS en el sistema descentralizado de las Tierras Altas de Escocia. Basándose en su encuesta sobre las prácticas populares entre las "abuelas-parteras" de Kentucky del condado de Leslie, Kentucky, Breckinridge entendió las necesidades de las familias rurales de Kentucky. También reconoció a la enfermera partera capacitada como necesaria para el sistema. Aunque había sido criada en una familia propietaria, a menudo servía a personas que vivían en la pobreza siguiendo el ejemplo de su abuela Lees, quien usó sus recursos para ayudar a los niños necesitados.
Breckinridge regresó a los EE. UU. en 1925 y el 28 de mayo de ese año fundó el Comité de Kentucky para Madres y Bebés, que pronto se convirtió en el Servicio de Enfermería Fronterizo, que brindaba atención médica general, vacunas, atención prenatal y posnatal y servicios de nacimiento. Se unieron a ella dos parteras que conoció en Londres, Edna Rockstroh y Freda Caffin. Breckinridge, su padre, el coronel Breckinridge (cuidaba los caballos), las enfermeras Edna, Freda establecieron la primera clínica de enfermeras en 1925 y vivieron juntos en Hyden. Como no había caminos confiables, las enfermeras dependían de los caballos para el transporte. La FNS demostró que las parteras bien capacitadas podían reducir las tasas de mortalidad de madres y bebés. Ellos dieron a luz al primer bebé en septiembre de 1925. Las enfermeras viajaban a caballo para dar a luz a los bebés día y noche, en cualquier clima. Trabajó en estrecha colaboración con Ann MacKinnon en la creación de la Asociación de matronas del estado de Kentucky en 1930. FNS, con la generosidad de la inversión de Breckinridge de su herencia y muchas donaciones caritativas, estableció la Escuela Frontier de Partería y Enfermería Familiar, la primera de su tipo en los EE. UU

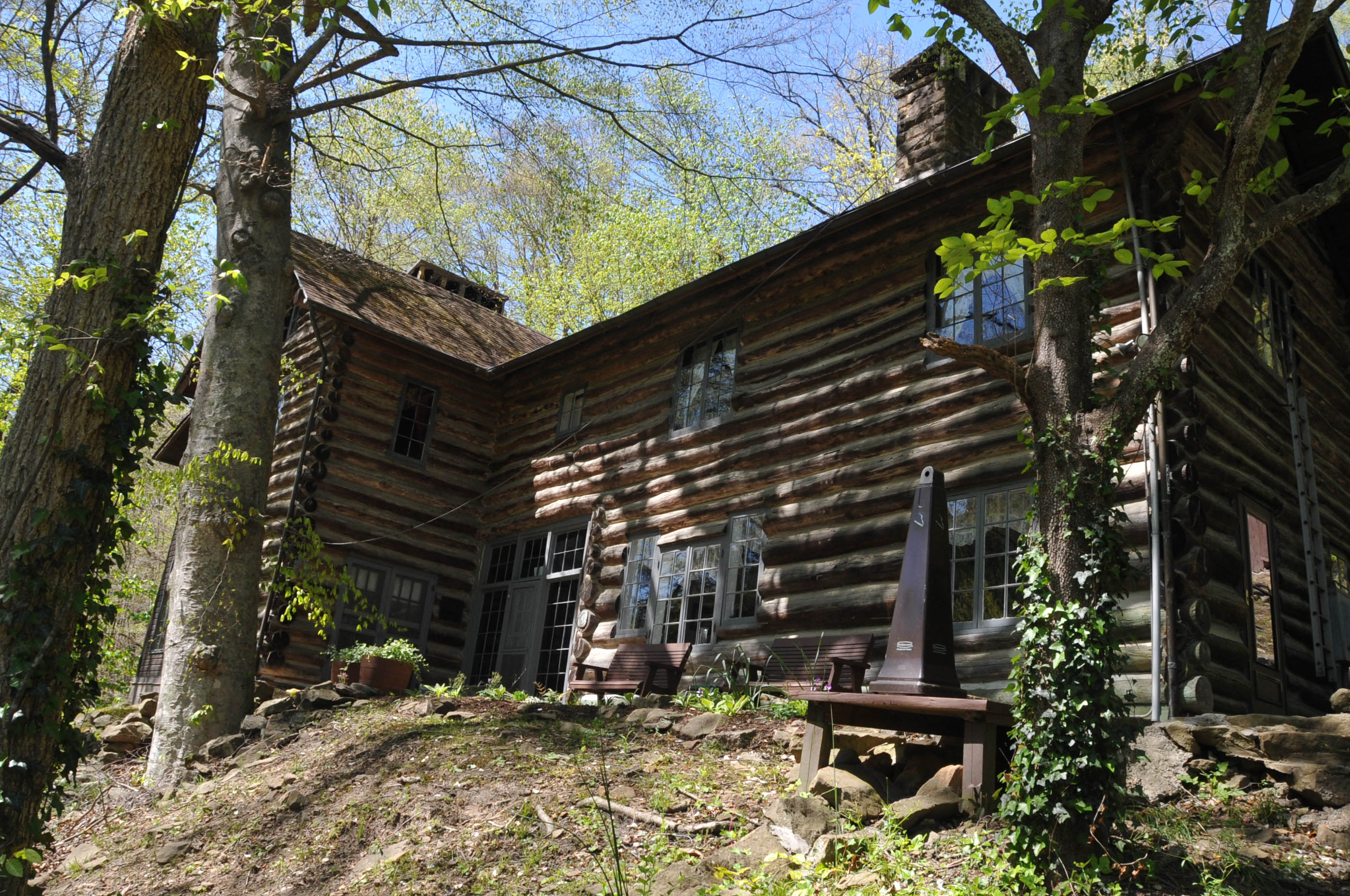
La Casa Grande construida en Wendover para iniciar el Servicio de Enfermería Fronterizo

Breckinridge tenía una gran casa de troncos, llamada Big House, construida en Wendover, Kentucky, para que sirviera como su hogar y la sede del Servicio de Enfermería de Frontier. En 1939 abrió su propia escuela de partería. En 1952 completó sus memorias "Wide Neighborhoods", que todavía está disponible en University of Kentucky Press.
Continuó dirigiendo el Servicio de Enfermería de la Frontera hasta su muerte el 16 de mayo de 1965 en Wendover. Tras su muerte, FNS había tratado a casi 58 000 pacientes y dado a luz a más de 14 500 bebés, con solo 11 muertes maternas. Aunque el servicio de enfermería profesional y en gran parte autónomo de Breckinridge demostró eficacia en la reducción de la muerte materna e infantil en un momento en que los reformadores buscaban remediar una crisis de salud pública reconocida, la oposición de los médicos, la ambivalencia de la enfermería profesional y la legislación federal (Ley Sheppard-Towner) encaminaron la salud familiar hacia intervenciones especializadas y hospitales rurales. Sin embargo, la Universidad de Enfermería Frontier continúa brindando capacitación para enfermeras parteras profesionales.

## Honores
Breckinridge recibió la Medaille Reconnaissance Francaise por organizar una asociación de enfermeras visitantes mientras trabajaba con el Comité Estadounidense para la Francia Devastada. En 1952, la Asociación de Prensa de Kentucky la nombró residente de Kentucky del año. En 1995 fue incluida en el Salón Nacional de la Fama de la Mujer
En 1998, el Servicio Postal de los Estados Unidos la honró con un sello postal de la serie Great Americans de 77 ¢. En 2010 se dedicó una estatua ecuestre a Breckinridge en Hyden, Kentucky.